# Waleria Makarewicz
Waleria Kamila Makarewicz (ur. 19 lipca 1874 w Suwałkach, zm. 23 marca 1966 w Ostrowcu Świętokrzyskim) – polska nauczycielka, działaczka oświatowa i turystyczna.

## Życiorys
W 1897 roku ukończyła z wyróżnieniem gimnazjum żeńskie w Suwałkach. Dwa lata później uzyskała od władz carskich pozwolenie na nauczanie języka rosyjskiego w szkołach początkowych i domach prywatnych. W kolejnych latach otrzymała prawo nauczania języków: francuskiego i niemieckiego oraz matematyki (1902), a następnie języka polskiego (1905). W okresie od 1898 roku do 1909 roku nauczała w szkołach oraz domach na Suwalszczyźnie.
W 1909 roku uzyskała od kuratora Okręgu Naukowego Warszawskiego pozwolenie na otwarcie 4-klasowej szkoły żeńskiej w Ostrowcu Świętokrzyskim. Placówka została uruchomiona w dniu 1 września 1909 roku, a Waleria Makarewicz prowadziła ją wraz z siostrami Aliną i Emilią. Rozpoczęła również budowę własnego domu (obecnie budynek przy ul. Jana Kilińskiego 9), w którym znajdowała się szkoła, przekształcona z czasem najpierw w gimnazjum 6-letnie, a następnie 8-letnie gimnazjum matematyczno-przyrodnicze. Jednocześnie, w 1913 roku zaangażowała się w działalność Polskiego Towarzystwa Krajoznawczego. Dzięki jej staraniom, mimo oporu władz carskich, w tym samym roku uczennice gimnazjum dobyły wycieczki krajoznawcze do Sandomierza i Ojcowa.
W 1918 roku powstało Towarzystwo Opieki nad Średnią Szkołą Żeńską, w skład którego weszła również Waleria Makarewicz. Rok później została wybrana do pierwszej rady miejskiej Ostrowca po odzyskaniu niepodległości. W 1919 roku Towarzystwo przyjęło szkołę na własność, a w 1922 roku Makarewicz zrezygnowała z kierowania placówką m.in. z uwagi na śmierć siostry Emilii oraz chorobę siostry Aliny (zmarła w 1928 roku). Udzielała jedynie korepetycji z języka francuskiego i niemieckiego. Pozostała natomiast aktywną działaczką PTK, przyczyniając się do reaktywowania w 1924 roku ostrowieckiego oddziału Towarzystwa. W oddziale pełniła funkcję członkini Komisji Rewizyjnej (1926-1932) oraz Zarządu (1932-1933).
Została pochowana - wraz z siostrą Aliną i bratem Stanisławem - na cmentarzu parafialnym Kolegiaty św. Michała Archanioła w Ostrowcu Świętokrzyskim przy ul. Denkowskiej. Utworzona jej staraniem szkoła z czasem została przekształcona w aktualne Liceum Ogólnokształcące nr I im. Stanisława Staszica.